# Adam Stanisław Krasiński (biskup wileński)
Adam Stanisław Krasiński, SP (ur. 24 grudnia 1810 we wsi Wiełnicze, gubernia wołyńska, zm. 9 maja 1891 w Krakowie) – biskup wileński i pisarz polski.

## Życiorys
Służbę duchową zaczął w zakonie pijarów, a po jego kasacji na terenie Litwy, przeszedł w szeregi duchowieństwa diecezjalnego. Związany z parafią katedralną w Wilnie. W 1858 został biskupem wileńskim. Nie był zwolennikiem powstania styczniowego, ale też odmówił poparcia władz carskich, w efekcie czego przebywał na zesłaniu od 1863 do 1882. Został zesłany do Wiatki. Tam pracował nad słownikiem Synonimy języka polskiego. Po zwolnieniu z zesłania, wobec zakazu powrotu do Wilna, udał się do Krakowa, gdzie do końca życia przebywał w klasztorze pijarów, pisząc prace naukowe z zakresu filologii polskiej, tłumacząc rzymskich pisarzy oraz pisząc poezje. Za prace naukowe powołany na członka czynnego Akademii Umiejętności. W 1887 został uhonorowany godnością doktora honoris causa Uniwersytetu Jagiellońskiego.
Po śmierci spoczął na cmentarzu Rakowickim.

## Główne dzieła
- przekład Sztuki rymotwórczej Horacego (1835)
- Gramatyka polska dla dzieci (1836)[7]
- Noworocznik literacki (1835, 1838[8] i 1843[9])
- Słownik synonimów polskich (1885, 2 tomy)[10]
- Aforyzmy, wierszowane (1888, II. wyd. 1906[11])
- Wspomnienia (1901)[12].